# Tres Dias
Tres Dias is het zesde album van desert rocker Brant Bjork als soloartiest.
"Some days I just like to sit outside under the sun with my guitar and sing my songs to myself. It relaxes me. It also reminds me of what my songs are about.
...went to Tony's house when I got back to the desert last October...put up a mic and rolled tape. It took 3 days to make this recording...so we naturally called it Tres Dias".
Dig it. -Brant Bjork
Vertaling:
Op sommige dagen hou ik ervan om buiten te zitten in de zon en mijn eigen nummers voor mijzelf te spelen. Ik kom hierdoor tot rust. Het herinnert mij waar de nummers over gaan.
...ik ging naar Tony zijn huis toen ik in oktober terug kwam in de woestijn ...zette een microphone en een opname band klaar om deze sessies op te nemen. Het duurde drie dagen om de opnames te maken ...daarom werd de titel van de plaat Tres Dias (drie dagen).
Geniet ervan. -Brant Bjork

## Tracklist
Cd, alles geschreven door Bjork.
| nr. | titel                       | duur |
| --- | --------------------------- | ---- |
| 1   | Too Many Chiefs             | 4:34 |
| 2   | Love Is Revolution          | 4:28 |
| 3   | Chinarosa                   | 4:04 |
| 4   | The Native Tongue           | 4:29 |
| 5   | Video                       | 3:34 |
| 6   | Right Time                  | 3:46 |
| 7   | The Messengers              | 4:32 |
| 8   | The Knight Surrenders Today | 3:07 |

- De nummer zijn opgenomen met producer Tony Mason in de Back of the Moon Studios in Joshua Tree.